# 法拉克努马宫
法拉克努马宫（Falaknuma Palace）是印度特伦甘纳邦海得拉巴的一座宫殿 。它最初由佩加家族擁有，后来所有權歸屬於海得拉巴的尼扎姆。法拉克努马宫位于法拉克努马的一个山丘上，占地13公顷（32英亩），距離查米纳塔门5公里（3.1英里）。